# Бетмен-Брідж
Бетмен-Брідж (англ. Batman Bridge) — це сучасний міст через річку Тамар на півночі острову Тасманія (Австралія). Міст знаходиться на Бетмен-шосе, що сполучає шосе Західний Тамар (траса № A7) та шосе Східний Тамар (траса № A8). Східний кінець моста знаходиться на Вірпул Річ, Хіллвуд, а західний кінець знаходиться приблизно на півдорозі між Сідмут і Девіот, Тасманія. З моста видно яхт-клуб Девіота. Отримав свою назву на честь Джона Бетмена, бізнесмена з Лонсестона і співзасновника Мельбурна.

## Особливості конструкції
Побудований між 1966 і 1968 рр., цей міст став першим вантовим мостом в Австралії і одним із перших таких мостів у світі. Основний проліт довжиною 206 м підвішений до 91-метрової сталевої А-подібної вежі. Ширина мосту 10,3 м. Вежа знаходиться на західному березі річки Тамар, на твердій долеритовій основі, яка утримує 78 % від ваги основного прольоту. Довжина моста між опорами 432 метри. Східний берег глиняний, а тому нездатний підтримувати міст. Основа, на якій пролягає шосе через цей м'яку глиняну основу, підтримується чотирма дамбами, побудованими на палях, вбитих на 18 м в глину. Настил мосту виготовлений зі сталі, яка легша, ніж бетон, але потребує набагато більше зварювання під час будівництва.